# Alone: The Home Recordings of Rivers Cuomo
Alone: The Home Recordings of Rivers Cuomo é um álbum de compilação do vocalista dos Weezer, Rivers Cuomo, lançado em 18 de Dezembro de 2007. Este encontra-se disponível como download digital, CD e vinil 12" (lançado a 8 de Janeiro de 2008). O álbum apresenta algumas demos caseiras que Cuomo gravou entre 1992-2007.
The Home Recordings of Rivers Cuomo teve uma fuga para o meio online a 12 de Dezembro de 2007. Quando lançado, este abriu com vendas na ordem dos 14,000 exemplares, estreando-se no 163.º lugar do Billboard Top 200. O álbum atingiu o topo da tabela da Billboard Top Heatseekers. Este acabou por vender 43,000 cópias até Dezembro de 2008. Seguiram-se as sequelas, Alone II: The Home Recordings of Rivers Cuomo (2008) e Alone III: The Pinkerton Years (2011).

## Base de criação
Rivers Cuomo era longamente conhecido pelos fãs por ter gravado uma grande quantidade de material não lançado, considerando-se haver cerca de 800 músicas na sua carreira. Este material foi gravado com os Weezer, bandas anteriores e por ele próprio em demos. Apesar de grande quantidade do material não lançado ter sido disponibilizado por Cuomo na Internet, muito do restante trabalho permanecia inaudível pela parte dos fãs. Isto incluía certas demos do The Blue Album, várias músicas do projecto desmantelado Songs from the Black Hole, mais de cem músicas que ele compôs e gravou em demos ao longo de 1999 (músicas que este descreveu como uma variação de "romântico", "dissonância abrasiva" e "acordes de pop-rock") e bem como mais de cem músicas que não entraram na fase final de Make Believe.
Cuomo trouxe a ideia para um álbum de compilação à sua editora discográfica em 1998. Contudo, estes desencorajaram-no da ideia porque não queriam "diluir o nome dos Weezer" ao colocar material menos polido. Não passariam 10 anos até Cuomo ter insistido para a colecção, ganhando apoio suficiente para um lançamento.
Haveria alguns problemas legais entre Cuomo e a Geffen sobre o lançamento do álbum,
| “ | [As questões legais foram] uma grande parte [do problema] porque a companhia discográfica é dona de todos os meus demos sob o contracto com os Weezer, e o meu argumento era o de que não eram gravações dos Weezer. Elas [as músicas] não são parte do acordo de gravação com os Weezer, isto são as minhas próprias coisas, eu deveria ser dono disto. Então nós negociamos durante um longo período de tempo para chegar a um acordo sobre a posse legal das gravações e nós concordámos o suficiente para que fôssemos capazes de seguir em frente e lançá-las [as músicas]. | ” |

## Faixas
| N.º            | Título                              | Compositor(es)               | Duração |  |
| 1.             | "Ooh"                               | Rivers Cuomo                 | 0:47    |  |
| 2.             | "The World We Love So Much" (cover) | Gregg Alexander              | 3:40    |  |
| 3.             | "Lemonade"                          | Rivers Cuomo, Patrick Wilson | 2:31    |  |
| 4.             | "The Bomb" (cover)                  | Anna Wheaton, O'Shea Jackson | 1:18    |  |
| 5.             | "Buddy Holly"                       | Rivers Cuomo                 | 3:01    |  |
| 6.             | "Chess"                             | Rivers Cuomo                 | 2:26    |  |
| 7.             | "Longtime Sunshine"                 | Rivers Cuomo                 | 3:15    |  |
| 8.             | "Blast Off!"                        | Rivers Cuomo                 | 1:57    |  |
| 9.             | "Who You Callin' Bitch?"            | Rivers Cuomo                 | 0:46    |  |
| 10.            | "Wanda (You're My Only Love)"       | Rivers Cuomo                 | 3:38    |  |
| 11.            | "Dude, We're Finally Landing"       | Rivers Cuomo                 | 0:56    |  |
| 12.            | "Superfriend"                       | Rivers Cuomo                 | 3:30    |  |
| 13.            | "Lover in the Snow"                 | Rivers Cuomo                 | 3:16    |  |
| 14.            | "Crazy One"                         | Rivers Cuomo                 | 3:14    |  |
| 15.            | "This is the Way"                   | Rivers Cuomo                 | 4:17    |  |
| 16.            | "Little Diane"                      | Dion DiMucci                 | 2:41    |  |
| 17.            | "I Wish You Had An Axe Guitar"      | Rivers Cuomo                 | 0:36    |  |
| 18.            | "I Was Made for You"                | Rivers Cuomo                 | 4:02    |  |
| Duração total: | Duração total:                      | Duração total:               | 45:51   |  |